# 오타 다이세이
오타 다이세이(일본어: 翁田 大勢, 1999년 6월 29일 ~ )는 일본의 프로 야구 선수이며, 현재 센트럴 리그인 요미우리 자이언츠의 소속 선수(투수)이다. 효고현 다카군 다카정 출신이다.
NPB에서의 등록명은 다이세이(大勢)이며, 요미우리에서는 구단 역사상 최초로 ‘성을 제외한 이름만을 등록명으로 한 일본인 선수’이다.

## 상세 정보

### 출신 학교
- 효고 현립 니시와키 공업고등학교
- 간사이 국제대학

### 선수 경력
- 요미우리 자이언츠(2022년 ~ )

국가 대표 경력
- 2023년 월드 베이스볼 클래식 일본 국가대표

### 수상·타이틀 경력
- 신인왕(2022년)
- 도쿄 돔 MVP : 1회(2022년)

### 개인 기록

#### 투수 기록
- 첫 등판·첫 세이브 : 2022년 3월 25일, 대 주니치 드래건스 1차전(도쿄 돔), 9회초에 5번째 투수로서 구원 등판·마무리, 1이닝 무실점 ※첫 등판 세이브는 일본인으로서는 9번째, 구단 역사상 최초, 신인으로서의 개막전에서는 야마오키 유키히코 이래 역대 2번째
- 첫 탈삼진 : 상동, 9회초에 히라타 료스케로부터 헛스윙 삼진
- 첫 승리 : 2022년 4월 9일, 대 도쿄 야쿠르트 스왈로스 5차전(도쿄 돔), 10회초에 4번째 투수로서 구원 등판·마무리, 1이닝 무실점
- 첫 홀드 : 2022년 6월 29일, 대 주니치 드래건스 14차전(요쿠 가이세이잔 스타디움), 9회초에 5번째 투수로서 구원 등판, 1이닝 무실점

#### 기타
- 신인 투수 개막전부터 2경기 연속 세이브 ※NPB 사상 최초
- 첫 등판부터 7경기 연속 세이브 ※NPB 사상 최초
- 신인 시즌 30세이브 ※역대 4번째[3]
- 시즌 37세이브 : 2022년 10월 2일 ※신인 최다 타이 기록(야마사키 야스아키, 구리바야시 료지에 이은 3번째)

### 등번호
- 15(2022년 ~ )

### 연도별 투수 성적
| 연 도      | 소 속      | 등 판 | 선 발 | 완 투 | 완 봉 | 무 4 구 | 승 리 | 패 전 | 세 이 브 | 홀 드 | 승 률 | 타 자 | 이 닝 | 피 안 타 | 피 홈 런 | 볼 넷 | 고 4 | 몸 맞 | 탈 삼 진 | 폭 투 | 보 크 | 실 점 | 자 책 점 | 평 자 책 | W H I P |
| ---------- | ---------- | ----- | ----- | ----- | ----- | ------- | ----- | ----- | -------- | ----- | ----- | ----- | ----- | -------- | -------- | ----- | ---- | ----- | -------- | ----- | ----- | ----- | -------- | -------- | ------- |
| 2022년     | 요미우리   | 57    | 0     | 0     | 0     | 0       | 1     | 3     | 37       | 8     | .250  | 221   | 57.0  | 38       | 7        | 13    | 0    | 3     | 60       | 1     | 0     | 17    | 13       | 2.05     | 0.89    |
| 2023년     | 요미우리   | 27    | 0     | 0     | 0     | 0       | 3     | 0     | 14       | 1     | 1.000 | 116   | 26.0  | 26       | 4        | 11    | 0    | 1     | 34       | 1     | 0     | 13    | 13       | 4.50     | 1.42    |
| 통산 : 2년 | 통산 : 2년 | 84    | 0     | 0     | 0     | 0       | 4     | 3     | 51       | 9     | .571  | 337   | 83.0  | 64       | 11       | 24    | 0    | 4     | 94       | 2     | 0     | 30    | 26       | 2.82     | 1.06    |

- 2023년 시즌 종료 기준

### WBC에서의 투수 성적
| 연 도 | 대 표 | 등 판 | 선 발 | 승 리 | 패 전 | 세 이 브 | 타 자 | 이 닝 | 피 안 타 | 피 홈 런 | 볼 넷 | 고 4 | 몸 맞 | 탈 삼 진 | 폭 투 | 보 크 | 실 점 | 자 책 점 | 평 자 책 |
| ----- | ----- | ----- | ----- | ----- | ----- | -------- | ----- | ----- | -------- | -------- | ----- | ---- | ----- | -------- | ----- | ----- | ----- | -------- | -------- |
| 2023  | 일본  | 4     | 0     | 1     | 0     | 0        | 16    | 4.0   | 4        | 0        | 1     | 0    | 1     | 3        | 0     | 0     | 0     | 0        | 0.00     |

### 연도별 수비 성적
| 연도 | 소속     | 투수  | 투수  | 투수  | 투수  | 투수  | 투수     |
| 연도 | 소속     | 경 기 | 척 살 | 보 살 | 실 책 | 병 살 | 수 비 율 |
| ---- | -------- | ----- | ----- | ----- | ----- | ----- | -------- |
| 2022 | 요미우리 | 57    | 4     | 9     | 0     | 0     | 1.000    |
| 2023 | 요미우리 | 27    | 1     | 5     | 3     | 0     | .667     |
| 통산 | 통산     | 84    | 5     | 14    | 3     | 0     | .864     |

- 2023년 시즌 종료 기준
- 굵은 글씨는 시즌 최고 성적

### 주해
1. ↑  실제론 나라현 태생으로 일본 국적을 취득한 마이클 나카무라(본명: 마이클 요시히데 나카무라)가 요미우리에 소속될 당시에 등록명을 ‘MICHEAL’로 한 전례가 있는 것 외에도 일본 국적은 취득하지 않았지만 드래프트 회의를 거쳤기 때문에 일본인 범위로 취급받은 일본계 브라질인 3세인 가나부시 우고가 2016년 요미우리에 재적했을 때 등록명을 ‘우고(ウーゴ)’로 했다.

### 출전
1. ↑  “巨人 - 契約更改 - プロ野球”. 닛칸 스포츠. 2023년 12월 7일에 확인함.
2. ↑  “巨人ドラ1翁田　登録名は「大勢」、名字除いた名前での登録は球団日本人初”. 스포츠 닛폰. 2021년 12월 4일. 2021년 12월 4일에 확인함.
3. ↑  “【巨人】大勢が史上4人目新人30セーブ 過去に達成したのは与田剛・山崎康晃・栗林良吏”. 《주니치 스포츠》. 2022년 8월 26일. 2022년 8월 26일에 확인함.